# Aubevoye
Aubevoye è un ex comune francese di 4 738 abitanti situato nel dipartimento dell'Eure nella regione della Normandia. Dal 1º dicembre 2019 il comune è stato accorpato ai comuni di Sainte-Barbe-sur-Gaillon e Vieux-Villez per formare il nuovo comune di Le Val d'Hazey, di cui costituisce comune delegato.

## Società

### Evoluzione demografica
Abitanti censiti